# Марґарет Молтбі
Ма́рґарет Елі́за Мо́лтбі (англ. Margaret Eliza Maltby) (10 грудня 1860, Брістольвілл, Трамбалл (округ, Огайо) — 3 травня 1944, Нью-Йорк) — американська фізикиня, відома своїми дослідженнями електролітичного опору та провідності дуже розведених розчинів.
Молтбі була першою жінкою, яка отримала ступінь бакалавра наук (B.S.) в Массачусетському технологічному інституті, куди їй зарахували за спеціальним дозволом, оскільки заклад не приймав на навчання жінок, а також була першою жінкою, яка отримала ступінь доктора філософії з фізики в Геттінгенському університеті в 1895 році

## Життєпис

### Родина

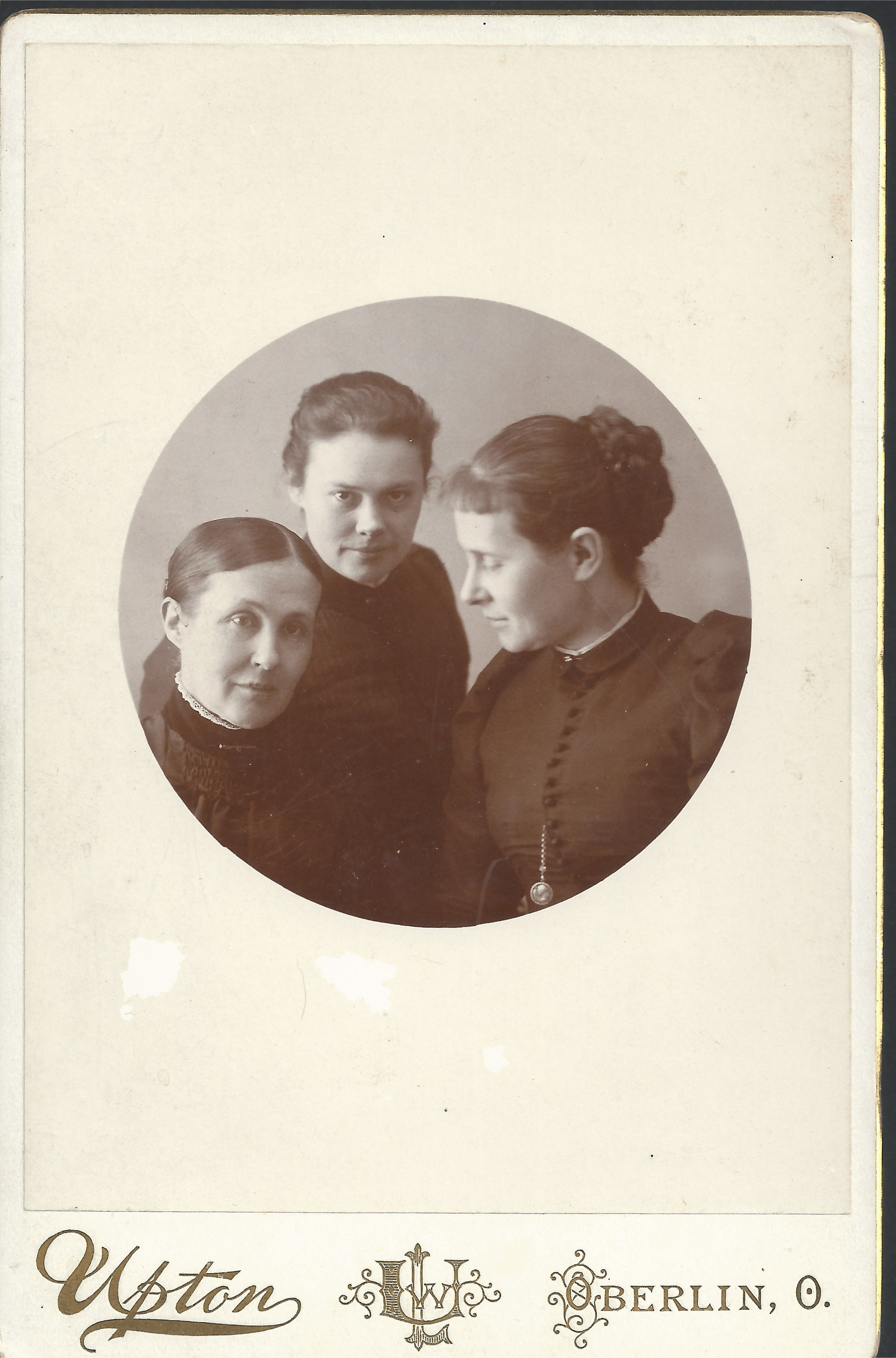
Марґарет Молтбі (в центрі) з сестрами Бетсі й Мартою, 1892

Молтбі, хрещена як Мінні Еліза, народилася 10 грудня 1960 року на родинній фермі в Брістольвіллі округу Трамбалл штату Огайо в США в родині Едмунда Молтбі й Лілії Джейн Броквей. Вона мала дві старші сестри: Бетсі й Марту Джейн.
Батьки заохочували Мінні до науки, особливо батько підтримував її інтерес до математики. По смерті батька родина переїхала до Оберліна в штаті Огайо, щоб сестри могли отримати кращу освіту.

### Навчання
Перш ніж 1878 року поступити на навчання в Оберлінський коледж у рідному штаті Мінні Молтбі рік відвідувала підготовчу школу. У коледжі проявився її інтерес до музики, яка супроводжувала її протягом усього життя. Після закінчення коледжу 1882 року й отримання ступеня бакалавра мистецтв вона ще рік навчалася в Мистецькій студентській Лізі в Нью-Йорку, деякий час викладала в середній школі в Огайо. Увесь цей час вона вагалася в остаточному виборі напряму своє професійної діяльності, аж поки врешті після отримання спеціального дозволу 1887 року поступила на навчання в Массачусетський технологічний інститут, який закінчила 1891 року з присвоєнням їй ступеня бакалавра наук з фізики. У цьому ж році в Оберлінському коледжі вона здобула ступінь магістра мистецтв.
1889 року Мінні Молтбі юридично змінила своє перше ім'я на Марґарет. 

### Науково-педагогічна діяльність
З 1889 до 1893 року Молтбі викладала фізику в приватному жіночому коледжі Веллслі. 1893 року на стипендію Массачусетського технологічного інституту вона поїхала до Німеччини вивчати фізичну хімію в Геттінгенському університеті в щойно створеній лабораторії пруського фізико-хіміка Вальтера Нернста. Нернст був прихильником теорії йонної дисоціації. У своїй науковій роботі Марґарет Молтбі досліджувала розчинники, які були слабкими провідниками електричного струму, такі, зокрема, як спирт, чиста вода. Щоб уникнути впливу поляризації, вона ретельно контролювала температуру експериментів. 1895 року Марґарет Молтбі захистила дисертаційну роботу на тему «Метод визначення великих електролітичних опорів» і стала першою жінкою, яка отримала ступінь доктора філософії з фізики в німецькому університеті. Після здобуття ступеня доктора філософії вона отримала нагороду від Асоціації випускників американських університетів, яка дозволила їй протягом року стажуватися в постдокторантурі під керівництвом Вальтера Нернста в новоствореному Інституті фізичної хімії в Геттінгені .

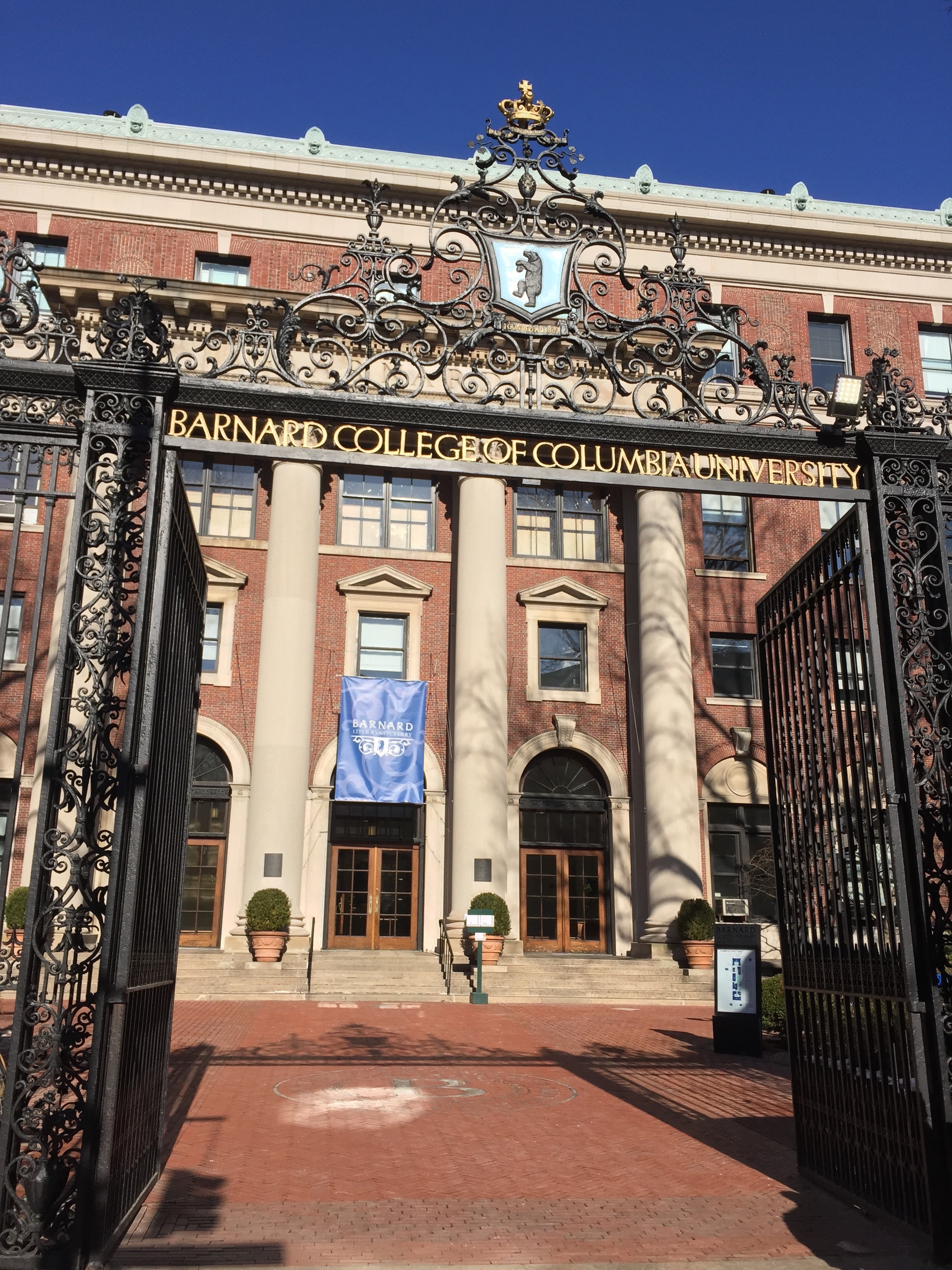
Сучасний вхід до Барнард-коледжу, 2015

Повернувшись з Німеччини, Молтбі коротко продовжила викладання в жіночій семінарії Лейк-Ері в Огайо. 1898 року її запросили в Фізико-технічний інститут у Шарлоттенбурзі (у передмісті Берліна), де вона працювала науковою асистенткою Фрідріха Кольрауша, президента інституту й професора в галузі фізико-хімії електролітів та електропровідності, й опрацьовувала методологію дослідження електропровідності розріджених розчинів. Вона провела докладні дослідження впливу концентрації й температури на провідність водних розчинів лужних хлоридів і нітратів.  Після повернення до Сполучених Штатів Молтбі з 1899 по 1900 рік вивчала теоретичну фізику в Артура Вебстера в Університеті Кларка.
Восени 1900 року Молтбі отрималу посаду викладача хімії в Барнард-коледжі — приватному жіночому гуманітарному коледжі на Мангеттені, афілійованому з Колумбійським університетом. 1903 року вона перейшла на фізичний факультет цього коледжу, залишаючись на ньому аж до виходу на пенсію 1931 року, проходячи там усі щаблі кар'єрного росту: від ад'юнкт-професора з 1903 року, асистента професора з 1910 року і, врешті, з 1913 року асоційованого професора. 1913 року вона була призначена керівником фізичного факультету, залишаючись на цій посаді до 1931 року. 
Навесні 1909 року Молтбі запропонувала новий курс з фізики під назвою «Електрика», у якому мали розглядалися теми змінного струму, газовий розряд, радіоактивність тощо. З метою удосконалення цього курсу Молтбі  провела піврічну творчу відпустку (1909-1910 рр.) в Кавендіській лабораторії Кембриджського університету. Після її повернення з Англії курс став невід'ємною частиною навчальної програми коледжу. Окремі розділи курсу викладали запрошені Марґарет Молтбі аспірантки Колумбійського університету, сама ж вона викладала складніші розділи цього курсу аж до виходу на пенсію. Вона була першою, хто 1918 року включив до пропозицій фізичного факультету курс «Історія розвитку деяких фундаментальних теорій у фізиці», метою якого було дати студентам уявлення про розвиток фундаментальних фізичних теорій і експериментальних підтверджень їх.   

### Обстоювання права жінок до наукової кар'єри
На усіх етапах своєї науково-педагогічної та громадської діяльності Марґарет Молтбі була активною борчинею за рівні права жінок на здобуття освіти та наукову кар'єру. Коли 1906 року Ґерріет Брукс, випускниця Колумбійського університету, яка викладала в Барнард-коледжі, повідомила, що планує одружитися, декан факультету коледжу Лаура Ґілл змусила Брукс подати у відставку. Молтбі різко запротестувала супроти цієї вимоги, наголосивши в листі до Ґілл, що Брукс кваліфікована викладачка, й зазначивши:
|  | Ні ви, ні я не хотіли б раптово кинути наше активне професійне життя задля домашнього життя чи навіть досліджень на самоті. Оригінальний текст (англ.) Neither you nor I would like to give up our active professional life suddenly for domestic life jr even for research alone |

.
Та Ґілл не змінила свого рішення. 1921 року в подібній ситуації Молтбі вдалося відстояти іншу викладачку фізики Френсіс Орр, з якою після одруження коледж таки продовжив контракт на шість років.
Молтбі, як член (1912—1929) і голова (1913—1924) Комітету зі стипендій Американської асоціації жінок з вищою освітою (AAUW), активно підтримувала жінок у набутті університетської освіти. Оскільки жінки не мали права на отримання багатьох дослідницьких стипендій через свою стать, стипендії AAUW були критично важливими для підтримки жінок, які бажали активно займатися фізичними дослідженнями на початках своєї кар’єри. Молтбі докладала значних зусиль, щоб зберігати можливість надавати таку стипендіальну підтримку жінкам.  1929 року Молтбі опублікувала брошуру, в якій перерахувала імена жінок, які отримали стипендію за сорок років дії програми, коротко описала їх кар'єру та навела списки їх робіт.
1926 року Асоціація жінок з вищою освітою на визнання заслуг Молтбі в справі підтримки освітніх прагнень жінок створила іменну стипендію на її честь .

### Науковий внесок та визнання
Марґарет Молтбі зробила вагомі внески у трьох сферах фізики. По-перше, вона проводила дослідження спочатку в акустиці, пізніше у відносно новій сфері — фізичній хімії. По-друге, як магістерка, а пізніше як асистентка-дослідниця і, врешті, професорка вона стала прикладом того, що жінка може досягти успіху в фізиці й дидактиці. Молтбі була популяризатором, промоутером фізики, викладаючи курси фізики, спеціально розроблені для нефізиків. По-третє, як багатолітня керівниця фізичного факультету Барнард-коледжу, вона формувала навчальну програму з фізики відповідно до потреб студентів і була поцінованою викладачкою й прикладом до наслідування для широкого кола її студенток.  Як член і голова Комітету зі стипендій Американської асоціації жінок з вищою освітою, Молтбі активно підтримувала жінок у набутті університетської освіти. 
1989 року Молтбі приєдналася до Американської асоціації сприяння розвитку науки, 1900 року вона була обрана постійним членом новоствореного Американського фізичного товариства. Коли 1906 року Джекс Кеттелл (англ. Jaques Cattell) опублікував перше видання списку американських вчених «American Men of Science», в якому відзначив імена 1000 вчених, Марґарет Молтбі була єдиною жінкою із 150 фізиків, удостоєних такої честі.

### Вибрані публікації
- Cross, C.R.; M.E. Maltby (1895). On the least number of vibrations necessary to determine pitch. Proceedings of the American Academy of Arts and Sciences (нім.). 27: 133—158.
- Maltby, M.E. (1892). Methode zur Bestimmung grosser elektrolytischer Widerstande. Zeitschrift für Physikalische Chemie (англ.). 22: 222—235.
- Maltby, M.E. (1897). Methode zur Bestimmung der periode elektrischer Schwingungen. Annalen der Physik und Chemie (нім.). 61: 553—577.
- Kohlrausch, F.; M.E. Maltby (1900). Das elektrische leitvermögen wässriger lösungen von alkali-chloriden und nitraten. Wissenschaftliche abhandlungen der Physicalisch-Technischen Reichanstalt (нім.). 3: 157—227.
- Maltby, M.E. (1915). The relation of physics and chemistry to the college science courses. Columbia university quaterly (англ.). 18 (1): 56—62.
- History of fellowships awarded by the American association of university women (англ.). New York: Colambia University Press. 1929.

### Приватне життя

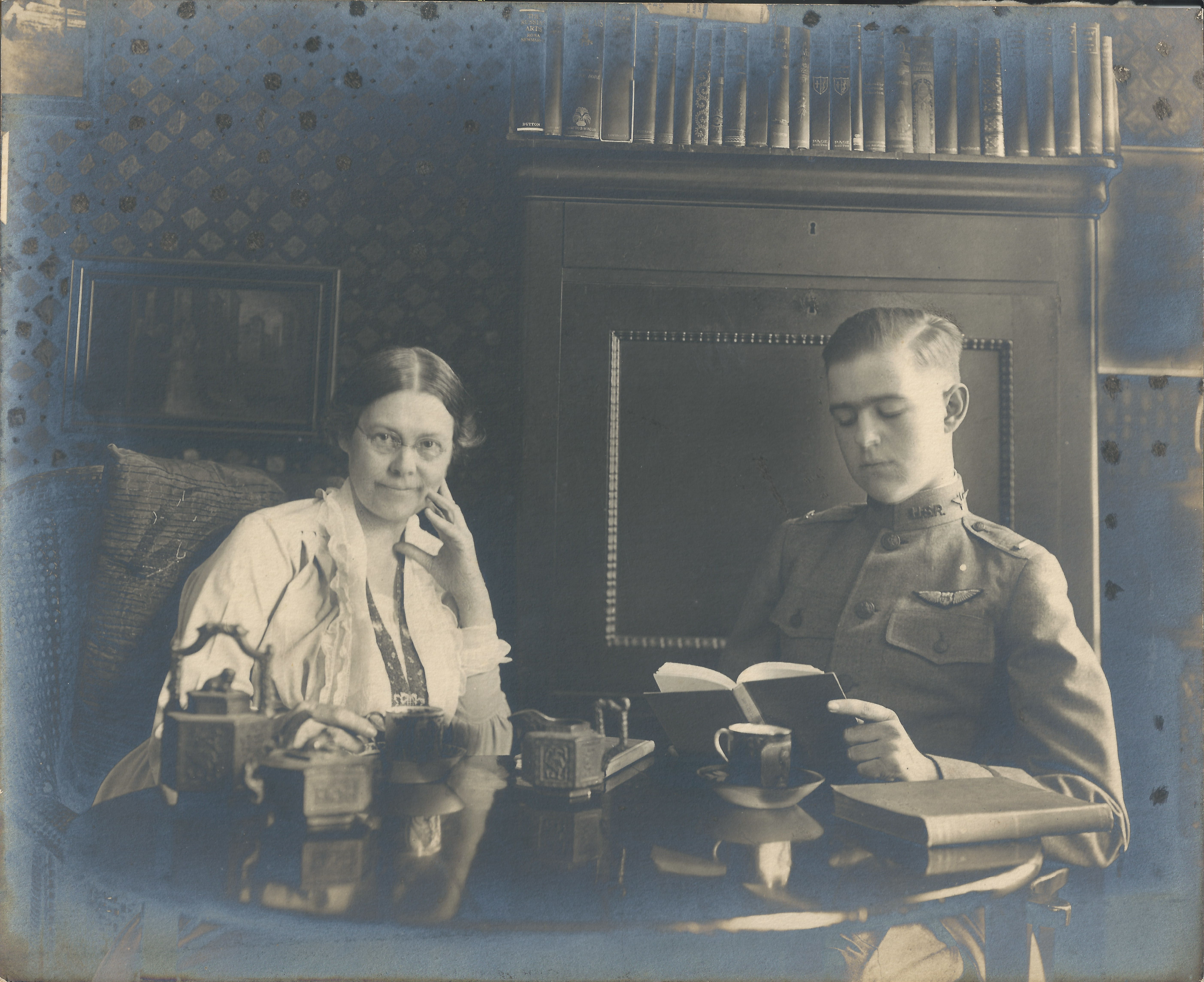
Марґарет Молтбі з сином Філіпом Рендольфом Мейєром, близько 1918 року

Марґарет Молтбі ніколи не була одружена. За легендою, прийнятою в академічній спільноті коледжу Барнарда та Колумбійського університету, 1901 року вона усиновила осиротілого сина Філіпа близької подруги. Одначе, пізніші тести аутосомної ДНК двох доньок «усиновленого» сина Маргарет Малтбі показали їх спорідненість з родовими сім'ями батьків Молтбі. Це свідчить про те, що Філіп Рендольф Мейєр був рідним сином Молтбі. Він народився в червні 1897 року, через шість місяців після раптової відставки Молтбі з посади ассоційованого професора фізики в коледжі Веллслі наприкінці осіннього семестру 1896 року з поясненням — «через нещасний випадок».
У вересні 1897 року Молтбі відновила викладацьку кар’єру як інструктор в коледжі Лейк-Ері. Під час річного повторного перебування на дослідницькій посаді в Фізико-технічному університеті в Німеччині (1898-1899) вона залишила сина під опікою друга й няні. Після повернення до США вона заопікувалася сином й розпочала викладацьку роботу в Барнард-коледжі.
Молтбі провела решту свого фахового життя в спільноті Колумбійського університету, за винятком творчої річної відпустки в Кавендіській лабораторії Кембриджського університету в 1910 році.
На все життя вона зберегла захоплення музикою та любов до подорожей. Під час першої творчої відпустки разом з сином вони звідували визначні місця Англії, побували в Бельгії, Франції, Швейцарії та Італії. Вільний семестр 1917 року вона провела подорожуючи заходом Америки, навесні 1924 року відвідала Європу, Марокко, Туніс, Алжир. Крах фондового ринку 1929 року й Велика депресія значно скоротили її фінансові можливості щодо подорожей, проте вона продовжувала відвідувати музичні вистави, опери, симфонічні концерти, друзів, незважаючи на тривале захворювання артритом.
Померла Марґарет Еліза Молтбі 3 травня 1944 року в Колумбійському пресвітеріанському медичному центрі (англ. Columbia-Presbyterian Medical Center) в Нью-Йорку.